# A Bútor
A Bútor néven 1935-1938 között jelent meg magyar nyelvű, építészettel, belsőépítészettel és iparművészettel foglalkozó folyóirat. A Tér és Formához megjelenésében igen hasonlító lap szerkesztője Kaesz Gyula belsőépítész-bútortervező volt, öndefiníciója szerint: „Ez a lap a bútor érdekkörébe tartozó iparosság, tervezők és a lakás problémáival komolyan foglalkozó közönség számára készül. Célja elsősorban: tisztázni segíteni a mai lakás fogalmát és alapkövetelményeit.
Az egy-két havonta, kisebb-nagyobb kihagyásokkal megjelenő periodika szerzői és a bemutatott alkotók gyakran mutattak átfedést, például Kaesz Gyula, Kovács Zsuzsa textiltervező vagy Kozma Lajos esetében. A bemutatott tervezők között Gonda Lajos, Richard Neutra, Bálint Ferenc, Szablya-Frischauf Ferenc, Fábry Pál, Bonta György, Szabó László, Nay és Strauss, Virágh Pál nevei tűnnek fel. Emellett a lap közölte például Adolf Loos egy írását, valamint az 1937. júliusi számban szemelvényeket Le Corbusier „Vers une Architecture” című könyvének magyar fordításából.